# キョートリアル!コンニチ的チュートリアル
キョートリアル! コンニチ的チュートリアル（キョートリアル! コンニチてきチュートリアル）は、京都放送（KBS京都ラジオ）が制作し、2002年4月4日から放送されているラジオ番組。チュートリアル（徳井義実・福田充徳）がパーソナリティを務める。
KBS京都をキーステーションに現在全国12局ネット。

## 概要
かつてKBSで放送されていた「金曜ナマチュー」から、チュートリアルがパーソナリティを務める冠番組。彼ら自身は「自分たちの出発点」と語る。京都人にしかわからない関西のローカルネタが満載である。アシスタントもいないため、二人の生のフリートークをゆったりと聞くことができる。徳井もしくは福田のちょっとした一言が大きな企画に発展することもしばしばある。イベントの開催につれ、新規リスナーも増加している。
番組開始当初から、チュートリアルの2人と構成作家を兼ねたディレクター1人の計3人で展開されるスタイルを貫いていたが、2022年8月20日の放送で、ディレクターが構成作家など全てを兼任していることが公表された。開始当初はKBS京都本社スタジオで収録されていたが、チュートリアルが上京したころから、同局東京支社スタジオにて収録されている。上京直後は収録に遅れた場合、放送終了後に「土下座」の写真がホームページ上に更新されていたが、のちに遅刻しても「事情扱い」となり、到着するまで相方が番組の進行をするようになった。
2019年11月からの不祥事に伴う徳井の謹慎期間中は、福田がゲストを交えて番組を進行していた。2020年3月7日の放送では徳井の謹慎が解けたことで謝罪コメントを放送。同年3月21日放送分から本格復帰した。
番組で採用されたリスナー全員に、KBS京都ラジオのタイムテーブル（PG）と、徳井が配置や色と文字のデザインしたステッカーをセットにしてプレゼントされる。「エンディング川柳」のコーナーのみ、PGと徳井の川柳が入った短冊がプレゼントされる。
なお、KBS京都以外ではトークを刻んでカットし、30分編集版という形で完パケして放送されている。主な番組構成は下記のとおり。
オープニング《留守電》 → 番組ジングルコール → フリートーク＆留守電についてのトーク → チュートリアルの一言 → （CMフィラー） → 『週刊リアル情報局』 → チュートリアルの一言 → （CMフィラー）→ エンディング川柳）
なお、CMフィラーの曲は NEWEST MODELの『DISCO ARMED PEACE』である。

## 現在放送中のコーナー
オープニング留守電
福田と徳井が毎週交代して日々の生活の中で見つけたこと、気になったこと、疑問に思っていることを番組専用の留守番電話にメッセージとして残した後、ジャクソン5の『ABC』及び番組タイトルジングルが流れる。近況のフリートークの後、留守電を基にオープニングトークを進める。
- 留守電は2週分の収録後に個別でスタジオで録音され、次回の収録の際に話し合う。
- 番組開始当初は交代制ではなく、二人のメッセージを毎週放送していく形式であった。

週刊リアル情報局
「身の回りの不思議なこと、気になることをリスナーから募集し、その理由を僕たちチュートリアルが推測していくコーナーです」と称してはいるが、普通のおたよりのコーナー。一通のメールから二人の学生時代の話、恋愛話、結婚観から交友関係、仕事の話など思わぬ方向へトークが進むことが多い。2019年11月から福田が担当している。
チュートリアル福田の一言&チュートリアル徳井の一言
チュートリアルの二人が、日常で思ったことをつぶやくコーナー（以前は、ネタジングルだった）。
エンディング川柳
リスナーが日常の出来事などを五・七・五の川柳にして送るコーナー。タイトルの通り、番組の最後に一つ紹介され、採用されると徳井からのメッセージが入った短冊がプレゼントされる（2005年4月7日（第158回）から2019年10月まで）。2019年11月からは採用されると、福田の短冊がプレゼントされていた。
エンディングは、徳井・福田の知り合いであるW店長が歌う『心都情夜』（みやこじょうや）がBGMに流れる。「短冊」だと、郵便受け入れて折れ曲がるリスナーの苦情を受け、現在は、徳井が、リスナーの川柳に対しての、一言を添えたミニ色紙がプレゼントされている。
最近下にも白いのが増えまして
「歳をとったなぁ」と実感した事を送ってもらい同世代は共感し、若い世代には教訓として、上の世代には、その後どうなっていくかを教えていただきみんなで「老い」を楽しもうというコーナー。
サコッシュで旅に出ようか
「自分ソレ、今の状況にあってないで！」というエピソードを募集！「それサコ旅やで！」と言ってあげましょう！
グッズ検討委員会
キョートリアルのイベントに向けて、新たなキョートリアルグッズを募集し、検討するコーナー。
マティーニは王様
「バーでマティーニを頼むのはかっこいい」のように、リスナーがかっこいい、粋だな、と思っているシチュエーションの情景・行動を募集するコーナー。
ゴールデンドロップ
「紅茶の最後の一滴」を「ゴールデンドロップ」という。それに併せてリスナーから「最後の一瞬」の出来事を募集するコーナー（リスナーの中から大賞を決めるが、賞品は無い）。
なんでやね！
福田が、SNSで言い方が一文字抜けて書き込んでいることから始まったコーナー。リスナーが発見した自分や周りの人の独特な言い方・変わった発言をしている出来事と言葉を募集し、教えてもらうコーナー（リスナーの中から大賞を決めるが賞品は無い）。
懐かしさ
昔の出来事・物事など「懐かしい話」を募集し、懐かしさに同情しながらトークするコーナー。
那須恵一 サウンドクルーズ
徳井扮するシンガーソングライター（コントのキャラクター）｢那須恵一｣が、リスナーの悩みに答える。
900回目のゲスト・ボンざわーるどの悩みを解決したことがある。
眠れぬ夜にオカリナを
眠れぬリスナーの相談ごとに、徳井が選曲した曲のオカリナを奏で悩みを浄化する。
Web限定企画「きまぐれ更新　あつこの部屋!!」（不定期更新）
徳井の妹である厚子が、気まぐれに楽しく話をするコーナー。ポッドキャストの更新は2016年に止まっている。

## 過去に放送されていたコーナー
みんなで作るキョートリアル年表
番組の歴史を整理する。
おもわずそりゃそうですけども
思わず『そりゃそうですけども』とうなずけるようなメールを紹介する。
キョートリアルものまね王座決定戦
毎回お題を決めて、10秒間でお題のモノマネの芸人などの音声をリスナーに送ってもらう。似ている投稿者にはチュートリアルの生写真がプレゼントされる。
チュートリアルあのねのコーナー
リスナーが自慢したいことを、生電話を通じて話す。
エンディング美女を探せ!
リスナーの周りの美女を写メールなどで送ってもらい、チュートリアルの二人がその写真を見て喜ぶコーナー。番組ホームページからもその写真を見ることができるようになっている。2005年3月31日（第157回）終了。全48回。
関西アレなんでなんあれなんでなん
関西のことなら何でも知っているラガ徳井に、日頃気になっている関西の疑問を解決してもらうコーナー。
関西好き好き好っきゃねん!
関西を盛り上げていくために、リスナーが「ここでこうして欲しい」という熱い要望などをメールで送り、それを徳井扮する「ラガ徳井」が発表、評価するというコーナー。
徳井レゲエ相談室
リスナーからの相談事に、徳井がレゲエのリズムに乗せて答えるコーナー。しかし、コーナー開始2回目からいきなり徳井の自身のアドリブとなる。第1回目の放送では、レゲエが終わった直後、徳井自身あまりのアホらしさに笑いが止まらなかった。
クイズアナ東京
おのぼりさんのチュートリアルが立派な東京人になるために、なんとなく知っている東京のクイズの問題を送るコーナー。ただし答え（お題）は事前に徳井が決めている。
飛び出せ福ちゃん!!
仕事が終わるとすぐに家に帰る、自宅大好き男の福田充徳。そんな福田を家から外に出す方法をリスナーから募集するコーナー。
熱血徳井ゼミ
ニート、インターネット、オタクなど、社会の謎や疑問をリスナーからのメール紹介なども交えて、チュートリアルの2人が話し合うコーナー。キョートリアル放送200回記念を目前に自然消滅した。
やさしーなー徳井見聞録
「金曜ナマチュー」の人気コーナーが復活。街角で優しさを振りまく男「やさしーなー徳井」の目撃情報をリスナーから募るネタコーナー。「やさしーなー徳井」が去った後には、室内であろうとどこであろうと虹が架かるという。
ワイルドワイルド充徳
街で見かけた福田のワイルドな姿を応募するコーナー。「顔にかけるぞ!」がお決まり文句であり、コーナー終盤には送られてくるメールの8割が下ネタになっていた。採用されるとワイルドな書き味のエコボールペンがプレゼントされる。2005年3月31日（第157回）開始。
福ちゃんのちょっとイイとこ見てみたい
ワイルドワイルド充徳で福田に定着した変態というイメージを払拭するために始まった、福田のちょっといいところを紹介するコーナー。
教えて!みかんの国→愛媛人クイズ
愛媛県での放送スタートを機に、愛媛についてあまり知らない二人に地元の人から様々な愛媛情報を送ってもらうコーナー。
チュートBOX
TSC - 作家コース -
TSCとは“チュー・スター・クリエイション”の略で、吉本の養成所“NSC”をもじったもの。内容は、リスナーから漫才やコントの台本を考えて送ってもらい、それをチュートリアルがラジオで演じてその出来を判定するというもの。判定基準は低いものから順に「見習いクラス」、「うめだ花月クラス」、「NGK（なんばグランド花月）クラス」、「有馬温泉の余興クラス」（ギャラがNGKの出番よりも若干高いことから創設されたもの）の4段階。「-余興クラス」は実際にうめだ花月などの劇場でネタとして披露される。採用されると歩数計付きAMラジオがプレゼントされる。2005年4月7日（第158回）終了。
福田人クイズ
福田の趣味であるオートバイや酒、料理に関するクイズを出題し、リスナーに答えを考えてもらう。採用されるとオリジナルサイン入りグリップがプレゼントされる。2005年3月31日（第157回）終了。
京都人クイズ
京都に住んでる人にしか分からないマニアックなクイズをリスナーから募集し、答えもリスナーから募集するもの。出題者と正解者にはオリジナルクリップや新京極（東京で言う渋谷）で人気の「金のうんこ」をプレゼントしていた。南海放送での放送開始に伴い、終了する運びになった。
徳井っ娘。くらぶ
プライベートで失恋の続く徳井の心を癒してくれる女性を募集するコーナー。早口言葉を言う徳井マウス、徳井に関するクイズに答える徳井クイズ、徳井とシチュエーションデートをする徳井デートの三つのチェックで審査され、合格した女性のみが入会できるというルールであったが、コーナー終了時の12人までの間、不合格者は出なかった。一度だけ「福田っ娘。くらぶ」が放送された。
かえうたPON
リスナーから自由に替え歌を送ってもらい、紹介するコーナー。徳井曰く「一度も笑ったことのないコーナー」。
ムース5%
「中学生の頭の中は95%がエロ、5%がムース」という感じで、様々な人々の頭の中で考えていることを「●●が＊＊%、××が＊＊%」とリスナーに考えてもらうコーナー。タイトルはチュートリアルの二人が中学生だった頃の男子の頭の中だという。
福田川料理道場
コンビニで売っているカップラーメンやおにぎりなどを使って、本格グルメを謎（?）の料理人・福田川先生が徳井とリスナーに伝授するというものであったが、その評判は惨澹たるものに。ある日突然「修行の旅に出る」との言葉を遺しコーナー終了となったが、翌年の正月放送の際「帰ってきた福田川料理道場」として一度だけ復活した。
プロジェクトT

徳井トランス診療所
徳井がトランス調の曲に勝手に歌詞をつけてリスナーの悩みに答えるコーナー。年末には総集編として「輝け、徳井トランス大賞」が放送され、「肩こり」が大賞に輝いた。のちに「プロジェクトT」へと派生。
ケンカ上等!徳井レディースルーム
電話で女性に啖呵を切ってストレスを発散してもらおうという意図で生まれたが、諸般の事情により一回のOAで終了。
徳井カップリングセンター
ラジオで恋人のいない男子・女子をくっつけてあげようというタイトル通りのコーナー。
お助けチュートリアル（不定期）
この番組のスポンサーでもある華頂短期大学の学生が、実際に収録ブースを訪れ、チュートリアルに悩み事などを相談するコーナー。
徳井カンタービレ!
多忙な現代人は今「癒し」を求めている。リスナーの「○○で疲れました」というメールに、天才ピアノマン・徳井カンタービレが、ピアノの旋律にのせて、疲れの原因を取り除く解決法を唄い、癒すというコーナー。昨今はタイトルコールで「パリオアンドラフォーレ!」と叫んで福田から怒られるのが定番化していた。ちなみに徳井カンタービレは江ノ島などでもイベントを開いているという設定で、観客から「先生」と声をかけられることが多いということになっている。2007年3月から2008年3月にかけて放送。
徳井リサーチ
徳井が世の中について調べるという、番組開始時からあったコーナー。
先生大好き!
「教育改革」で最も重要なのは、教師と生徒のコミュニケーション。熱血教師の徳井先生と福田先生が、リスナーと電話でお話して、様々な悩みに対するアドバイスを行う。最後にリスナーが、どちらの先生がより良いアドバイスをしたか選び、「○○先生、大好き！」と叫んでもらうコーナー。
目指せ立ち飲み福田ジャパン!
立ち飲み屋が大好きな福田が最高に楽しくお酒が飲めるおすすめメンバーをリスナーから募集。
さきちゃんのさきっぽ
福田がさきちゃんに好かれるようなエピソードを応募するコーナー。
わくわく風雲徳井城！
徳井が建設する城についてのアイデアをリスナーから募集。
村西よしみの恋愛相談
男女の関係を知り尽くした巨匠、村西よしみ監督がちょっと甘酸っぱい恋の相談から、性の悩みまで何でも解決するコーナー。
ペラッとしゃべりんこ
リスナーから送ってもらったお題でテーマトークするコーナー。ちなみにタイトルコールは福田なのだが、まともにタイトルを言えたことはない。
押忍！ 魁 福田塾
漢（おとこ）らしさを追求する福田島平八が塾長をつとめる福田塾へ、漢らしい武勇伝（エピソード）を送るコーナー。
ウソブロ
芸能人・歴史上の人物・スポーツ選手など有名人の『ウソ』のブログを紹介するコーナー。
ネタジングル
リスナーから寄せられる大喜利のお題に対して徳井がボケる。
プチ都会甲子園
ムツトクイ研究室
リスナーから寄せられたペットの悩みなど動物のことについてムツトクイ先生が答える。
ウソtwitter
有名人の『ウソ』のつぶやきを紹介するコーナー。
福田の趣味開発委員会
お酒に代わる福田の新しい趣味を考えるコーナー。
ハンサム倶楽部
奇跡体験アンビリーバブル
福田のテレフォンクエスト
DJ福田が徳井演じる謎のキャラクターと電話で話すコーナー。過去に大橋巨泉、瀬川瑛子、キアヌ・リーブス、トム・クルーズ、原田伸郎などの有名人が出演したが、もちろん演じているのは全て徳井。ミルちゃんやウラベ・クメミさんは過去に何度も出演した、いわば準レギュラーのような存在。
浪人さんいらっしゃ〜い
徹底検証！チュートリアルの噂の真相
大利喜
大喜利とは反対に、お題に対して微妙に面白くない答えを紹介する。
ふくちゃんので・き・る・か・な
まだまだ知らないことがたくさんある、ふくちゃん（福田）。ふくちゃんに新しく挑戦してほしいことを募る。なおホームページでは投稿を募集しているが、コーナーが凍結している。
私、大人になりました。
大人に思った瞬間のエピソードをリスナーから送ってもらい、エピソードに沿ってトークする。
バリバリ伝説
バイクにまつわるネタを、バイク好きのチュートリアルが解決するコーナー（過去のスポンサーのモトスペースT2であり、来店すると「キョートリアルのステッカー」が貰えた）。
前略、内間様
スリムクラブ内間のファンタジーなものからリアリティのあるものまでの様々な目撃談を募集し、「フェイク内間」か「リアル内間」かを判定するコーナー。
やつはとんでもないものを盗んでいきました。あなたのこころです
あなたの心が盗まれてしまったステキな名言を送ってもらい、ほっこりするコーナー。誰のどんな名言でも、ステキであればなんでもOK。
公開イベント提案
2022年5月に開催される『LIVE！キョートリアル ～原点回帰的チュートリアル～』でやってほしいコーナーをリスナーから募り、チュートリアルが審議していくコーナー。
エロ本、エロビデオ情報
「週刊リアル情報局」で、エロビデオについて思いにふけるトークで、「リスナーからの、エロビデオの購入体験」、「エロビデオの思い出」、など、エロビデオにまつわる体験談を募集することにしている。エロマンガの思い出でもかまわないとのこと。
帯
キョートリアル本の帯に書かれていそうなことを募集し、どの帯に適しているのかを、審議していく。
例題）これが！京都出身、中年男性のリアル。
俺たちのキョートリアルプロジェクトー再起動ー
リスナーから「あなたのキョートリアル」と題してメッセージを募集し、「キョートリアル、について改めて熱く語っていこう！」というキョートリアルを知る企画。私にとってキョートリアルとは？、キョートリアルの思い出、聞き始めたきっかけなどを紹介していく。
半分、あいみょん
あいみょんの「マリーゴールド」のPVの半分がキックボードのシーンだということを発見した徳井。そこでリスナーからも「自分は半分○○なんじゃないか？」、「あの人は半分○○だと思う！」などを募集。
実態を調査するコーナーだが、徳井がリスナーから投稿された芸能人・有名人に係るクイズを福田に与え、回答させるコーナーになった。最後は、リスナーのクイズで終了した。

## エピソード
- 第64回 - 福田のテレフォンクエストのコーナーに、ドッキリでオーケイが登場。
- 第100回・第200回 - オープニング留守電の代わりに、先輩芸人である今いくよ・くるよのお祝いメッセージが流れた。
- 第119回 - 福田のテレフォンクエストのコーナーにオーケイとチョップリンが乱入。
- 第128回 - 福田のテレフォンクエスト ベスト10が発表された。
- 第154回 - ゲストとしてジャンクションが参加した。
- 第219回 - 福田のテレフォンクエストのコーナーでライス兄弟が登場。生歌を披露した。
- 第224回 - 金曜ナマチュー時代から担当していたDのI（ディレクターのイトウさん）がキョートリアルを卒業。DのN（ディレクターのニシノさん）が引き継いだ。
- 第249回 - 週刊リアル情報局を延長し、M-1グランプリ優勝後[8]の秘話を語った。「関西アレなんでなんあれなんでなん」と「ベラっとしゃべりんこ」は休止。
- 第250回 - テレフォンクエストのコーナーに、ネタジングルなどのコーナーを支え続けている2人のリスナーが電話で特別出演を果たした[注釈 7]。
- 第303回 - 福田が寝過ごし収録に遅刻。結局、番組史上初となる徳井一人での放送となった。
- 第309回 - 徳井が収録に遅刻し、放送前半を福田一人で担当した[注釈 8]。
- 第321回 - 徳井の妹・アッちゃんがオープニングに登場した。
- 第326回 - ガリバーゲットのヴォーカル・アヤヲがゲスト出演。
- 第350回 - たむらけんじ、加藤ローサ、熊木杏里、チュートリアルの高校の同級生などがお祝いコメントを寄せた。
- 第361回 - ガガガSPのヴォーカル・コザック前田とギター・山本聡がゲスト出演し、「国道二号線」を弾き語りで披露した。
- 第374回 - DのN（ディレクターのニシノさん）が番組を卒業。後任はDのO（ディレクターのオカさん）。
- 第415回 - 新選組リアンの森公平、榊原徹士、関義哉の3人がゲストで登場。
- 第450回 - たむらけんじからのお祝いメッセージ、ゲストでファミリーレストランが登場。
- 第459回から第466回 - 病気休養中の福田に代わり、中川貴志（ランディーズ）、すっちー、ロッシー（野性爆弾）、徳井の元相方を含む高校の同級生4人がゲストで登場。
- 第550回 - サバンナの八木真澄をゲストに迎えて、特別企画「あゝ青春の北バチ・ベルシャトー "スペシャル"」を放送[注釈 9]。
- 第710回 - 以前から「吉田類の酒場放浪記」を観ていてゲストに読んでほしいとDのNに話した所、吉田類がゲスト出演。
- 第850回 - ボンざわーるどが、ゲスト出演。
- 第894回 - KBSホールで開催した公開収録「KBS京都ワイドFM開局1周年イベント『LIVE！キョートリアル～コンニチ的チュートリアル～』」[9]の模様を2週にわたり放送。ネイビーズアフロ、堤下敦がゲスト出演。
- 第900回 - ボンざわーるどが、2度目のゲスト出演。
- 第918回 - この回から税務問題にともない、徳井が急遽活動を自粛。当該回と次回にかけてロッシー、八木真澄（サバンナ）が代打ゲストとして担当。その他、徳井の謹慎期間中のゲストは下記のとおり。
  - 第920回から第921回 - NON STYLE・石田
  - 第922回から第923回 - レイザーラモンRG
  - 第924回から第925回 - かまいたち
  - 第926回から第927回 - トレンディエンジェル・斎藤
  - 第926回から第927回 - FUJIWARA・藤本
  - 第928回から第929回 - ミキ
  - 第930回から第931回 - ダイアン
  - 第932回から第933回 - ゆにばーす
  - 第934回から第935回 - アインシュタイン

- 第990回 - 徳井が第832回以来の遅刻し、途中まで福田一人で放送。
- 第1000回 - 番組で初めてKBS京都から生放送。「『キョートリアル!』放送1000回記念ライブ ～まさかこんなに続くとは～」の予選を開催[10]。オープニング留守電の代わりに先輩芸人である今いくよ・くるよの「どやさ～♪」のお祝いメッセージが流れた。放送中、サーバーがダウンした[11]。Twitterもリアルタイムに対応し、『#キョートリアル』がトレンド入りした[12]。
- 第1005回から第1006回 - 2021年5月に開催されたイベント「キョートリアル!1000回記念イベント～まさかこんなに続くとは～」の模様を2週にわたり放送[13]。
- 第1040回 - 2回目の1000回イベントを開催すると報告。タイトルは「LIVE!キョートリアル 〜原点回帰的チュートリアル〜」[14]。

- 第1052回から第1053回 - 2022年5月に開催されたイベント「LIVE!キョートリアル ～原点回帰的チュートリアル～」の模様を2週にわたり放送。ゲストは「矢野・兵動」の矢野勝也と、ロングコートダディ[15][16]。
- 第1054回 - 通常回であるが「ワイルドワイルド充徳」が一度のみ復活した[17]。
- 第1055回 -「やさし〜な〜徳井見聞録」が一度復活した[18]。
- 第1095回 - 徳井が諸事情で遅刻。放送のオープニングから福田が一人で進行した。結局、徳井は週刊リアル情報局のコーナー終了寸前にスタジオに到着した。

- 第1213回 - 「Live！キョートリアル ～1世紀的チュートリアル～」のゲストは、すっちーに決定。特製Tシャツ受注販売についてネットで買えることを発表した。[19]

## 公開録音
これまで7回行われている。日付は放送日。＃（数字）は通算放送回数。
- ＃17　カタタリアル!@ダイエー堅田店（2002年7月25日）
- ＃19　リョーヨリアル!@京都両洋高等学校（2002年8月8日）
- ＃27　アバンティリアル!@アバンティ前サンクンガーデン（2002年10月3日）
  - アバンティとは、京都駅#バスターミナルにあるビルディング。
- ＃78　ブルーメリアル!@滋賀農業公園ブルーメの丘（2003年9月25日）
- ＃150　バレンタインリアル!@京都外国語専門学校（2005年2月10日）
- ＃153　ドコモリアル!@???（2005年3月3日）
- ＃192　パルコリアル!@大津パルコ（2005年11月25日）
- ＃499・500　祇園リアル!@よしもと祇園花月（2011年10月22日・10月29日）
- ＃894・895   KBS京都ワイドFM開局1周年イベント「LIVE!キョートリアル〜コンニチ的チュートリアル〜」@KBSホール（2019年5月11日）
- ＃1005・1006「キョートリアル!放送1000回記念ライブ ～まさかこんなに続くとは～」 
  - ゲストはスリムクラブ内間、番組エンディングBGMを歌う「W店長」こと辻野康司と速水吉平が登場した[20]。
- #1052・#1053「LIVE!キョートリアル ～原点回帰的チュートリアル～」
  - ゲストは矢野勝也（矢野・兵動）とロングコートダディ[21]。

- ＃1104・＃1105「LIVE!キョートリアル 出版記念的チュートリアル―再起動（リブート）―」
  - ゲストに田村裕、および書籍「キョートリアル!自伝的チュートリアル」の編集部の北条俊正が登場した[22]。またサプライズゲストとして、番組エンディングBGM「心都情夜[23]」を歌う「W店長」の速水吉平が登場した[24]。

- #1159・1160 「KBS京都ラジオ　LIVE！キョートリアル ～ロックンロール的チュートリアル～」[25]
  - ゲストとして井上聡が出演。番組前半はチュートリアルによるフリートークと「那須恵一 サウンドクルーズ」を開催。徳井が扮する「那須恵一」が来場者のお悩み相談を行った。チュートリアルの井上が登場[26]し、フリートークと「90年代邦楽イントロ早押しクイズ」を開催した。その後、チュートリアルと井上とで、リスナーから送られていたラジオドラマのシナリオを演じた[27]。
- ＃1212 「Live！キョートリアル ～1世紀的チュートリアル～」@KBSホール（2025年10月11日）※収録なし[28]。

## 「こらしめたいの」
番組内のコーナー「徳井トランス診療所」が「プロジェクトT」となり、そこから生まれたトランス調の楽曲。アーティスト名の由来はチュートリアル＋トランス＝チュートランス。
リスナーから日ごろムカついていることなどを募り、それを二人が脚色した後、プロの手によってレコーディングやトラックダウンなどが行われた。カップリングに収録されている「うさぎちゃんの耳」と「コロの歌」は二人が小さいころから暖めてきたオリジナル曲。
CDは限定1000枚、インディーズ盤であったため、現在ではほぼ入手不可能である。これまでに二人による生歌は二回披露されており、番組内では、公開録音などのスペシャルウィークの時にかかる確率が高い。

## ネット局と放送時間
30分版ネット局は2019年10月25日から同じKBS京都の「今日はQyotoにおいでやす」に差し替え放送。福田単独出演に切り替わった2019年11月8日から随時再開。一部のネット局ではこの影響でネットを打ち切ったケースもある。詳細は徳井義実#税務問題参照。
| 放送局            | 放送期間 | 放送日時 |
| ----------------- | --- | --- |
| KBS京都（制作局） | 2002年4月4日 - 2005年9月29日 2005年10月8日 - | 木曜 24:00 - 25:00 土曜 22:00 - 23:00 |
| 秋田放送          | 2009年10月11日 - 2012年4月1日 2012年4月7日 - | 日曜 23:30 - 24:00 土曜 23:00 - 23:30 日曜 21:00 - 21:30 土曜 20:30 - 21:00 |
| 新潟放送          | 2008年3月31日 - 2009年3月30日 2009年10月11日 - 2011年9月25日 2012年4月7日 - 2013年3月23日 2013年4月6日 - 未定 未定 - | 月曜 20:00 - 20:30 日曜 22:30 - 23:00 土曜 21:00 - 21:30 土曜 20:00 - 20:30 水曜 23:00 - 23:30 |
| 山梨放送          | 2008年4月5日 - 2021年3月27日 2021年4月4日 - 2021年9月25日 2021年10月2日 - 2023年10月1日 2023年10月7日 - 2024年3月30日 2024年4月6日 - | 土曜 23:00 - 23:30 日曜 20:30 - 21:00 日曜 16:30 - 17:00 土曜 20:30 - 21:00 土曜 20:00 - 20:30 |
| 北日本放送        | 2008年3月31日 - 2010年3月29日 2012年4月2日 - 2012年6月17日 2012年10月6日 - 未定 未定 - | 月曜 23:30 - 24:00 月曜 18:30 - 19:00 土曜 21:00 - 21:30 金曜 21:00 - 21:30 |
| 山口放送          | 2010年10月10日 - 2011年4月3日 2012年4月8日 - | 日曜 21:00 - 21:30 日曜 22:30 - 23:00 日曜 21:30 - 22:00 |
| 西日本放送        | 2008年3月31日 - 2008年9月22日 2008年10月5日 - 2009年3月29日 2012年4月2日 - | 月曜 21:30 - 22:00 日曜 23:30 - 24:00 月曜 23:30 - 24:00 |
| 北海道放送        | 2008年10月5日 - 2011年4月3日 2016年10月3日（同2日深夜） - | 日曜 24:30 - 25:00 月曜 1:00 - 1:30（日曜日深夜） 月曜 2:30 - 3:00（日曜日深夜） |
| 東北放送          | 2010年4月10日 - 2011年4月2日 2011年4月9日 - 2011年10月1日 2011年10月8日 - 2012年3月31日 2012年4月7日 - 2012年9月29日 2012年10月2日 - 2013年3月26日 2013年4月6日 - 2013年9月28日 2013年10月5日 - 2014年9月27日 2014年10月4日 - 2016年3月26日 2016年4月2日 - 未定 未定 - | 土曜 19:00 - 19:30 土曜 20:00 - 20:30 土曜 18:00 - 18:30 土曜 20:00 - 20:30 火曜 23:00 - 23:30 土曜 20:30 - 21:00 土曜 19:30 - 20:00 土曜 28:30 - 29:00 土曜 27:00 - 27:30 土曜 22:30 - 23:00 月曜 22:30 - 23:00 |
| 北陸放送          | 2008年10月4日 - 2009年3月28日 2009年4月5日 - 2009年9月27日 2009年10月11日 - 2010年4月4日 2010年4月10日 - 2010年9月25日 2010年10月4日 - 2013年3月30日 2013年4月6日 - | 火曜21:30 - 22:00 |
| ラジオ日本        | 2019年4月2日 - | 水曜2:00 - 2:30（火曜日深夜） |

### 過去のネット局
| 放送局        | 放送期間 | 放送日時 |
| ------------- | --- | --- |
| 青森放送      | 2011年4月10日 - 2011年10月2日 2012年4月8日 - 2012年9月30日 2013年4月7日 - 2013年9月29日 | 日曜 20:30 - 21:00 |
| IBC岩手放送   | 2009年10月11日 - 2011年4月3日 | 日曜 23:00 - 23:30 |
| ラジオ福島    | 2008年10月2日 - 2009年3月26日 | 木曜 21:00 - 21:30 |
| 茨城放送      | 2008年10月5日 - 2009年3月29日 2009年4月6日 - 2009年9月28日 | 日曜 20:30 - 21:00 月曜 19:30 - 20:00                                                                                                |
| 信越放送      | 2009年4月4日 - 2010年10月2日 | 土曜 23:00 - 23:30 |
| 岐阜放送      | 2009年10月5日 - 2013年9月30日 | 月曜 23:30 - 24:00 |
| ラジオ大阪    | 2008年4月2日 - 2009年4月1日 | 水曜 23:30 - 24:00 |
| 南海放送      | 2004年10月3日 - 2005年3月27日 2007年7月7日 - 2010年4月3日 | 日曜 20:00 - 21:00 土曜 23:00 - 23:30                                                                                                |
| 九州朝日放送  | 2008年3月31日 - 2009年3月30日 | 月曜 24:30 - 25:00 |
| 熊本放送      | 2008年10月4日 - 2009年3月28日 2009年10月8日 - 2010年4月1日 | 土曜 22:00 - 22:30 木曜 23:30 - 24:00                                                                                                |
| 宮崎放送      | 2009年10月8日 - 2010年4月1日 | 木曜 18:30 - 19:00 |
| 南日本放送    | 2009年10月11日 - 2010年4月4日 2010年4月10日 - 2011年10月2日 2011年10月9日 - 2012年4月1日 | 日曜 20:30 - 21:00 土曜 21:00 - 21:30 日曜 22:00 - 22:30                                                                             |
| ラジオ関西    | 2008年4月5日 - 2009年9月26日 2009年10月5日 - 2011年3月28日 2011年10月6日 - | 土曜 18:30 - 19:00 月曜 26:00 - 26:30 水曜 26:00 - 26:30                                                                             |
| 静岡放送      | 2008年4月4日 - 2008年9月26日 2008年10月4日 - | 金曜 21:30 - 22:00 土曜 17:00 - 17:30                                                                                                |
| 福井放送      | 2012年1月1日 - 2013年9月29日 | 日曜 21:30 - 22:00 日曜 22:30 - 23:00                                                                                                |
| 高知放送      | 2019年4月 - 11月 | 土曜 20:00 - 20:30 |
| RSK山陽放送   | 2008年4月3日 - 2015年3月26日 2019年10月4日 - 2020年3月 | 木曜 23:00 - 23:30 金曜 21:00 - 21:30                                                                                                |
| 山陰放送      | 2008年3月31日 - 2008年9月22日 2008年9月29日 - 2009年3月30日 2009年4月6日 - 2009年9月28日 2009年10月5日 - 2010年3月29日 2010年4月5日 - 2013年3月25日                                                     | 月曜 19:30 - 20:00 月曜 20:30 - 21:00 月曜 19:30 - 20:00 月曜 20:30 - 21:00 月曜 23:30 - 24:00 土曜 22:00 - 22:30                    |
| 中国放送      | 2008年4月5日 - 2009年3月28日 | 土曜 23:00 - 23:30 金曜 21:20 - 21:50 日曜 22:00 - 22:30                                                                             |
| 長崎放送      | 2008年4月5日 - 2008年9月27日 2008年10月5日 - 2009年3月29日 2010年10月9日 - 2012年3月31日 | 土曜 16:00 - 16:30 日曜 18:30 - 19:00 土曜 18:30 - 19:00 土曜 19:00 - 19:30                                                          |
| NBCラジオ佐賀 | 2009年4月6日 - 2009年9月28日 2009年10月10日 - 2010年10月2日 2010年10月9日 - 2012年3月31日 | 月曜 18:30 - 19:00 土曜 19:30 - 20:00 土曜 18:30 - 19:00 土曜 19:00 - 19:30                                                          |
| 四国放送      | 2008年10月4日 - 2009年3月28日 2009年10月10日 - 2010年3月27日 2010年4月3日 - 2010年10月2日 2010年10月9日 - 2011年10月1日 2012年4月7日 - 2012年9月29日 2012年10月6日 - 2013年3月30日 2013年10月5日 - 未定 | 土曜 20:30 - 21:00 土曜 18:30 - 19:00 土曜 20:30 - 21:00 土曜 18:30 - 19:00 土曜 20:30 - 21:00 日曜 18:30 - 19:00 土曜 18:00 - 18:30 |
| 大分放送      | 2008年4月6日 - 2010年4月4日 2010年4月12日 - 2010年9月27日 2010年10月9日 - 2011年10月1日 2011年10月8日 - 2013年3月30日 2013年4月6日 - 未定                                                               | 日曜 22:30 - 23:00 月曜 18:30 - 19:00 土曜 18:30 - 19:00 土曜 22:30 - 23:00 土曜 23:00 - 23:30 土曜 21:30 - 22:00                    |

## 備考
- 放送1000回を越えたことについて、福田充徳はチュートリアルの公式Twitterにて声明を発表している[29]。
- チュートリアルの二人が、TBSラジオ『土曜ワイドラジオTOKYO ナイツのちゃきちゃき大放送』（2020年12月19日放送回）に出演した際、「俺たちのラジオ、『クイック・ジャパン』がこんな無視すること、ある？」と訴えた。この放送を聴いたQJ編集部は、当番組にインタビュー取材を申し込んだ[30]。

## 関連番組
- チュートリアルの金曜ナマチュー - キョートリアルの前身番組として、フリーウェーブ枠で2001年10月から2002年3月まで放送された。KBS京都の初のラジオの冠番組。